# 555468 Tokarczuk
555468 Tokarczuk è un asteroide della fascia principale. Scoperto nel 2013, presenta un'orbita caratterizzata da un semiasse maggiore pari a 2,8102635 au e da un'eccentricità di 0,1961145, inclinata di 12,09179° rispetto all'eclittica.